# Automejora

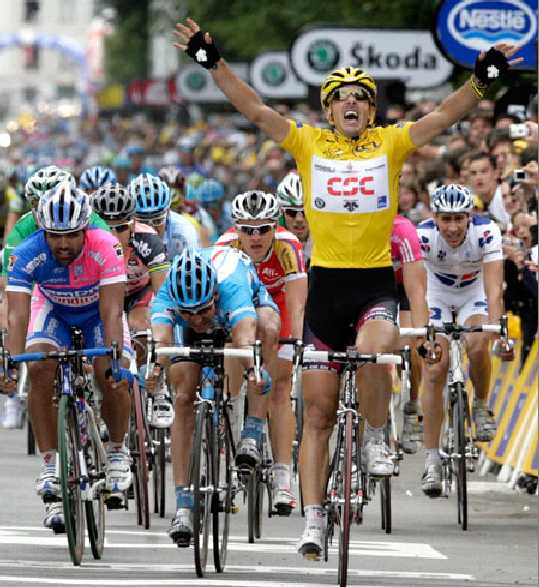

La automejora es un tipo de motivación que funciona para hacer que las personas se sientan bien consigo mismas y para mantener la autoestima. Esta motivación se vuelve especialmente prominente en situaciones de amenaza, fracaso o golpes a la propia autoestima. La automejora implica una preferencia por los puntos de vista positivos sobre los negativos.

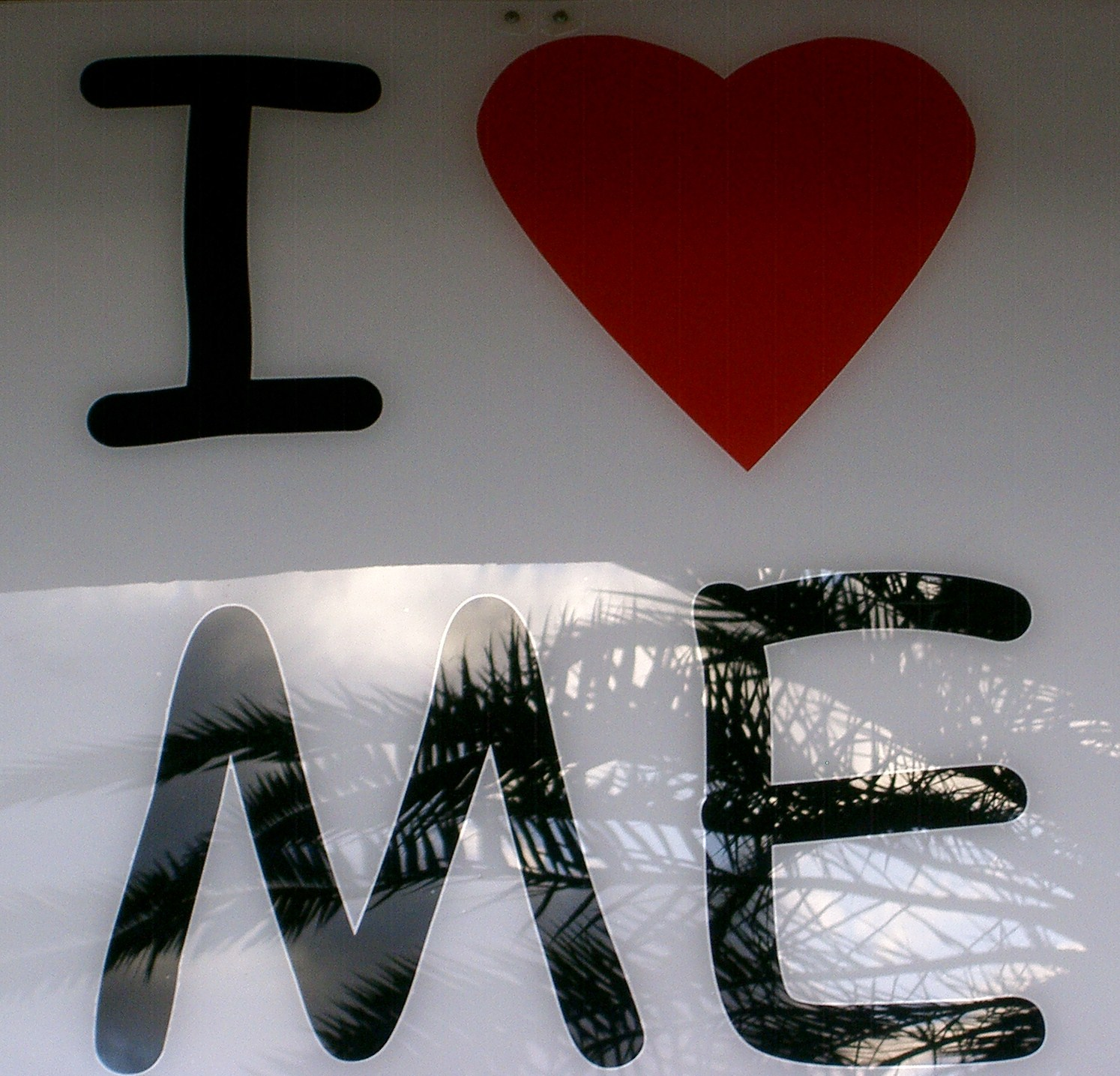

## Trasfondo

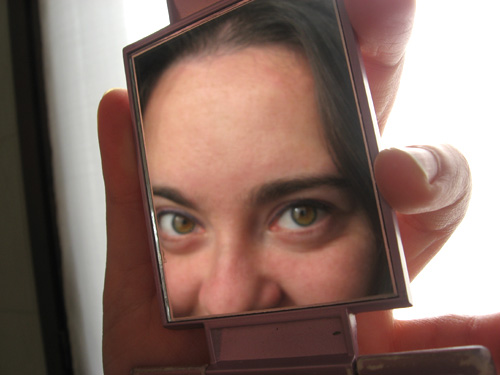

Hay una variedad de estrategias que las personas pueden usar para mejorar su sentido del valor personal. Por ejemplo, pueden minimizar las habilidades que les faltan o pueden criticar a los demás para verse mejor en comparación. Estas estrategias tienen éxito, ya que las personas tienden a pensar que tienen más cualidades positivas y menos cualidades negativas que otras. Aunque la automejora se da en personas con baja autoestima y alta autoestima, estos dos grupos tienden a usar estrategias diferentes. Las personas que ya tienen una alta estima mejoran su autoconcepto directamente, al procesar nueva información de forma sesgada. Las personas con baja autoestima usan estrategias más indirectas, por ejemplo, al evitar situaciones en las que se percibirán sus cualidades negativas.
Existen controversias sobre si la automejora es beneficiosa para el individuo, y si la automejora es culturalmente universal o específica del individualismo occidental.

## Niveles
La automejora puede ocurrir en muchas situaciones diferentes y bajo muchas formas diferentes. El motivo general de la automejora puede tener muchas explicaciones subyacentes diferentes, cada una de las cuales se vuelve más o menos dominante dependiendo de la situación.
Las explicaciones del motivo de la automejora pueden ocurrir en diferentes combinaciones. La automejora puede ocurrir como un motivo subyacente o un rasgo de personalidad sin que se produzca como un efecto observado.

### Niveles de automejora
- Efecto observado: La automejora en el nivel de efecto observado describe el producto del motivo. Por ejemplo, la automejora puede producir autoevaluaciones infladas (ilusiones positivas). Tales clasificaciones serían automejoras manifestadas como un efecto observado. Es un ejemplo observable del motivo.
- Proceso continuo: La automejora en el nivel de un proceso continuo describe la operación real del motivo. Por ejemplo, la automejora puede resultar en la atribución de resultados favorables para uno mismo y resultados desfavorables para otros. El acto real de atribuir dichas calificaciones sería la automejora manifestada como un proceso continuo. Es el motivo en operación.
- Rasgo de Personalidad: La automejora en el nivel de un rasgo de personalidad describe la automejora habitual o inadvertida. Por ejemplo, la automejora puede crear situaciones para aliviar el dolor de la falla (autodiscapacidad). La fabricación de tales situaciones o excusas con frecuencia y sin conciencia sería automejora manifestada como un rasgo de personalidad. Es la inclinación repetitiva de demostrar el motivo.
- Motivo subyacente: La automejora en el nivel de motivo subyacente describe el deseo consciente de mejorarse a sí mismo. Por ejemplo, la automejora puede causar la comparación del yo con un otro peor, haciendo que el yo parezca mejor en comparación (comparaciones sociales estratégicas). El acto de comparar intencionalmente para lograr la superioridad sería automejora manifestada como un motivo subyacente. Es el deseo genuino de ver al yo como superior.

Estos cuatro niveles de manifestación de la automejora fueron definidos por Sedikides y Gregg (2008).
Tanto la extensión como el tipo de automejora varían a través de una serie de dimensiones.

### Autoavance vs. autoprotección
La automejora puede producirse por autodesarrollo o autoprotección, ya sea aumentando la positividad del propio concepto de uno mismo o reduciendo la negatividad del propio concepto de uno mismo. La autoprotección parece ser el más fuerte de los dos motivos, dado que evitar la negatividad es de mayor importancia que fomentar la positividad. Sin embargo, como ocurre con todas las motivaciones, existen diferencias entre individuos. Por ejemplo, las personas con una mayor autoestima parecen favorecer el autoprogreso, mientras que las personas con una menor autoestima tienden a autoprotegerse. Esto destaca el papel del riesgo: no defenderse de la negatividad a favor de la autopromoción ofrece un potencial de pérdidas, mientras que si bien uno no puede obtener directamente la autoprotección, tampoco incurre en la negatividad. Las personas con alta autoestima tienden a asumir mayores riesgos y, por lo tanto, optan por la estrategia más arriesgada de autopromoción, mientras que aquellos con baja autoestima y asunción de riesgos protegen sus apuestas con autoprotección.

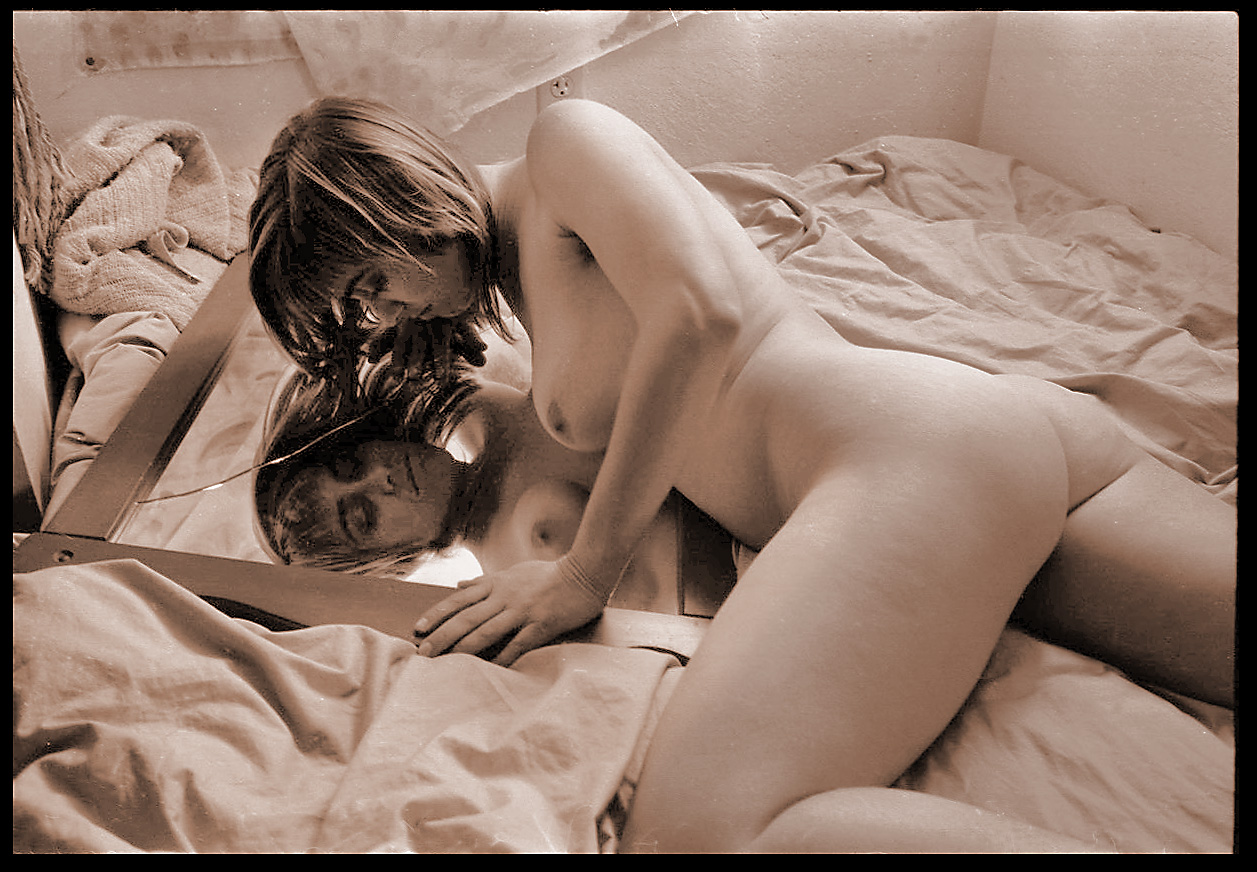
Narcisismo

### Público vs. privado
La autoemejora puede ocurrir en privado o en público. La autopromoción pública es obvia autopresentación positiva, mientras que la automejora privada es imperceptible, excepto para el individuo. La presencia de otras personas, es decir, en autopromoción pública, puede aumentar o inhibir la automejora. Si bien la automejora no siempre se lleva a cabo en público, a pesar de eso está influenciada por el mundo social, por ejemplo, a través de las comparaciones sociales.

### Central vs. periférica
Las áreas potenciales de automejora difieren en términos de cuán importantes, o centrales, son para una persona. La automejora tiende a ocurrir más en los dominios que son los más importantes para una persona, y menos en los dominios más periféricos, menos importantes.

### Franca vs. táctica
La automejora puede ocurrir de manera franca o táctica. La automejora franca sirve para el propósito de la gratificación inmediata, mientras que la automejora táctica puede resultar en beneficios potencialmente más grandes de una gratificación retrasada.
La automejora táctica a menudo es preferible a la automejora sincera, ya que la automejora manifiesta es socialmente desagradable para quienes le rodean. El narcisismo es una ejemplificación de la automejora extremadamente sincera.

## Tipos

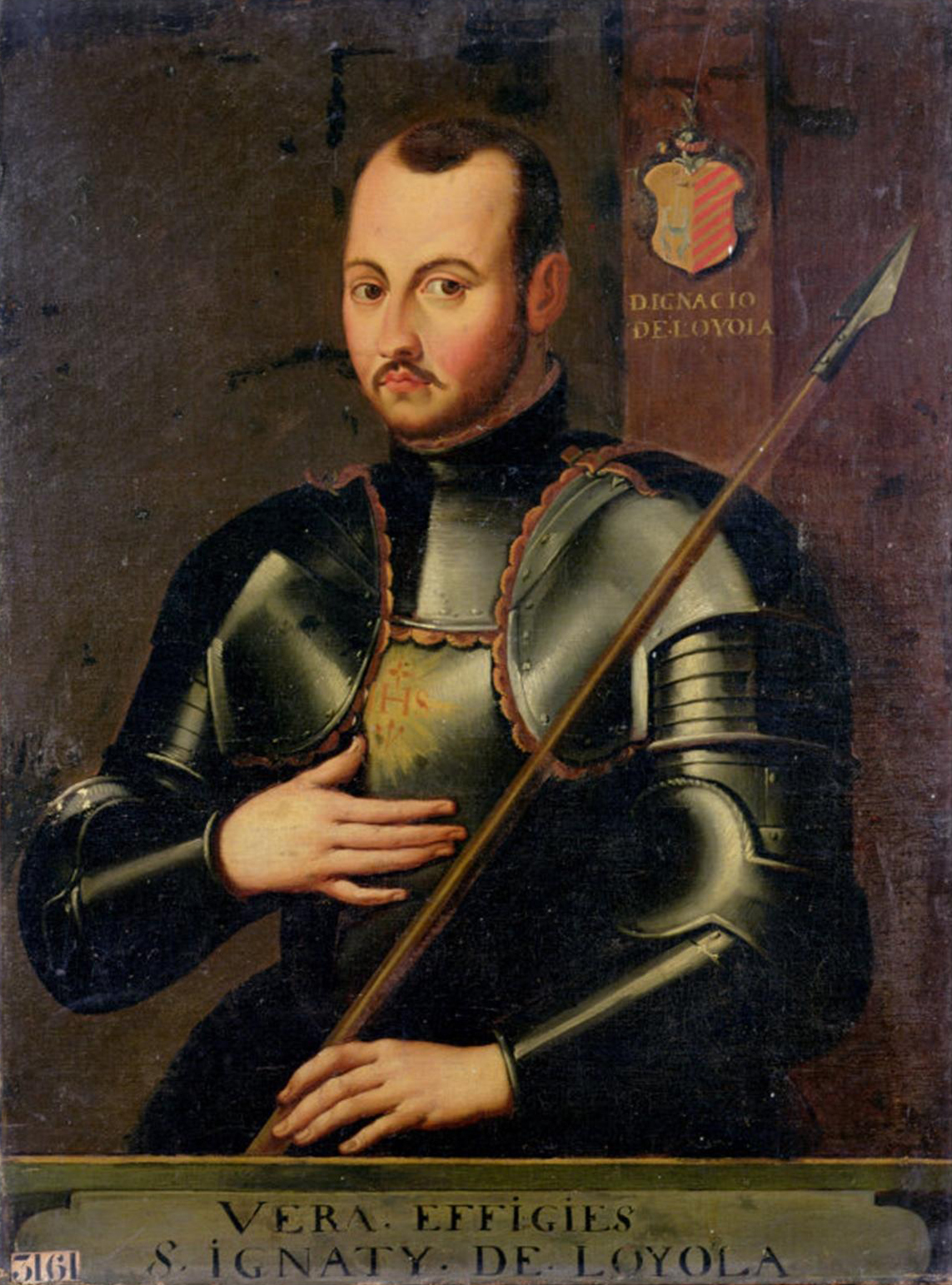
Ignacio de Loyola promovió el examen de conciencia como una autoevaluación

La automejora no solo ocurre al azar. Su incidencia es a menudo muy sistemática y puede ocurrir de muchas maneras para lograr su objetivo de inflar las percepciones del yo. Es importante destacar que, por lo general, no somos conscientes de que nos estamos potenciando a nosotros mismos. La conciencia de los procesos de automejora destacaría la fachada que estamos tratando de crear, revelando que el yo que percibimos es de hecho una versión mejorada de nuestro ser real.

### Sesgo de atribución de autoservicio
Artículo principal: Sesgo de autoservicio
La automejora también puede afectar las explicaciones causales que las personas generan para sus resultados sociales. Las personas tienen una tendencia a exhibir un sesgo de atribución interesada, es decir, atribuir resultados positivos a su disposición interna, pero resultados negativos a factores que escapan a su control, p. otros, casualidad o circunstancia. En resumen, las personas reclaman crédito por sus éxitos pero niegan responsabilidades por sus fallas. El sesgo de atribución interesada es muy sólido, se produce tanto en público como en privado, incluso cuando se concede una prima a la honestidad. La mayoría de las personas manifiestan un sesgo egoísta cuando explican el origen o los eventos en los que personalmente tomaron parte.
Las explicaciones de las transgresiones morales siguen patrones similares de autoservicio, al igual que las explicaciones del comportamiento grupal. El error de atribución final es la tendencia a considerar los actos negativos de un grupo externo y los actos positivos de uno dentro del grupo como esenciales para su naturaleza, es decir, atribuibles a su disposición interna y no un producto de factores externos. Esto puede reflejar el funcionamiento del sesgo egoísta refractado a través de la identificación social.

### Selectividad

#### Selectividad en el procesamiento de la información
- Atención selectiva: Las personas normalmente evitan atender a información negativa y poco halagüeña,[16] por lo tanto, su reconocimiento inicial se ve afectado. La atención selectiva se manifiesta en forma de un comportamiento manifiesto a través de la exposición selectiva.
- Exposición selectiva: Las personas se exponen selectivamente a la información que justifica las decisiones previas importantes que han tomado. Esto es cierto siempre que la información parezca ser válida y la decisión que se tomó fuera hecha libremente y sea irreversible.[17]
- Recuerdo selectivo: En la recuperación, la gente trae a la mente una colección de recuerdos altamente sesgada. El recuerdo selectivo se produce para las conductas que ejemplifican los rasgos deseables de la personalidad,[18] las relaciones interpersonales armoniosas o incluso los hábitos de mejora de la salud. El efecto asociado con recuerdos desagradables también se desvanece más rápido que el efecto asociado con recuerdos agradables.

#### Memoria selectiva
Las personas a veces se autorealizan al recordar selectivamente sus fortalezas en lugar de sus debilidades. Este patrón de olvido selectivo ha sido descrito como negligencia mnémica. La negligencia mnémica puede reflejar sesgos en el procesamiento de la información en codificación, recuperación o retención.
- Los sesgos en la codificación ocurren a través de la atención selectiva y la exposición selectiva.
- Los sesgos en la recuperación y la retención se producen a través de un retiro selectivo.

El papel de la negligencia mnémica puede enfatizarse o reducirse por las características de un cierto comportamiento o rasgo. Por ejemplo, después de recibir comentarios falsos sobre una variedad de conductas, los participantes recordaron conductas más positivas que negativas, pero solo cuando los comportamientos ejemplificaban rasgos centrales no periféricos y solo cuando los comentarios pertenecían al yo y no a otros. Hallazgos similares surgen cuando la información que debe recordarse son rasgos de personalidad, relaciones que promueven o socavan conductas, frecuencias de actos sociales, y memorias autobiográficas.

#### Aceptación selectiva y refutación
La aceptación selectiva implica tomar como información con poca consideración por asegurarse de su validez. La refutación selectiva implica buscar teorías plausibles que permitan desacreditar la crítica. Un buen ejemplo de aceptación y refutación selectiva en acción sería: La aceptación selectiva es el acto de aceptar como válido un examen en el que uno ha funcionado bien sin considerar alternativas, mientras que la refutación selectiva estaría buscando atentamente razones para rechazar como examen inválido en el que se ha desempeñado mal.
Concordante con la aceptación selectiva y la refutación es la observación de que las personas tienen una actitud más crítica hacia la culpa que se les impone, pero una actitud más indulgente a la alabanza que reciben. La gente se opondrá enérgicamente a la información desagradable, pero aceptará fácilmente, sin cuestionar, información agradable.

## Estrategias

### Estrategias de comparaciones sociales

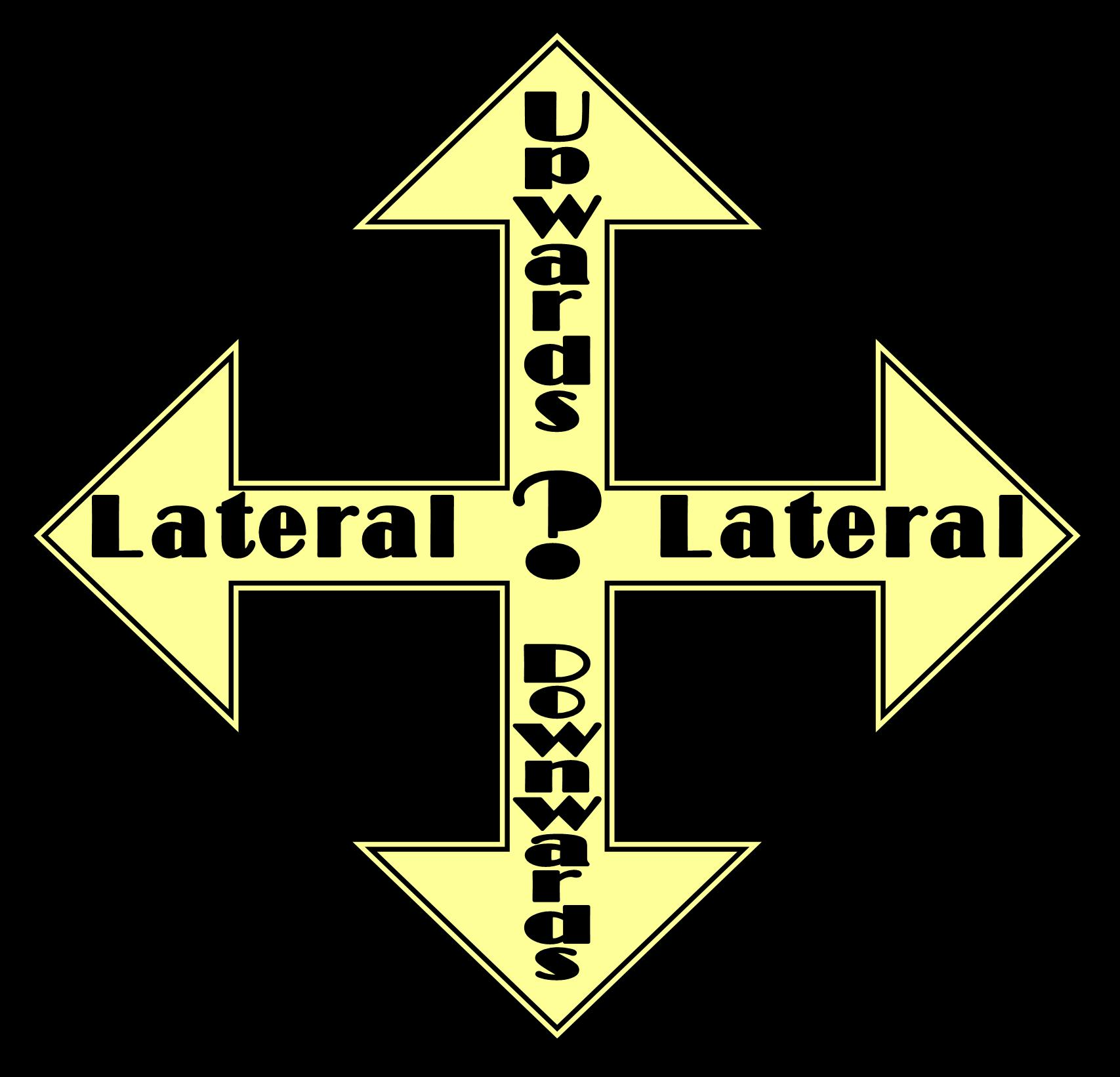
Las posibles direcciones estratégicas de comparaciones sociales.

La naturaleza social del mundo en el que vivimos significa que la automejora no puede tener lugar en una naturaleza neutra; la comparación con otros seres sociales es inevitable. Muchas comparaciones sociales se producen automáticamente como consecuencia de las circunstancias, por ejemplo, en un examen, las comparaciones sociales del intelecto pueden ocurrir a quienes realizan el mismo examen. Sin embargo, la fuerza del motivo de la automejora puede causar la explotación subjetiva de los escenarios para dar un resultado más favorable al yo en las comparaciones entre el yo y los demás. Tales comparaciones sociales involuntarias impulsan estrategias autorreguladoras.
La autoestima modera las consecuencias beneficiosas y evaluativas de las comparaciones con otros inferiores y superiores. Las personas con una mayor autoestima son más optimistas sobre cómo evitar los fracasos y las desgracias de sus inferiores y sobre como emular los éxitos y las buenas fortunas de sus superiores.

### Comparaciones sociales ascendentes
Una comparación social ascendente implica la comparación con uno mismo percibido como superior o mejor que uno mismo. La comparación social ascendente con alguien que se siente ser similar a uno mismo puede inducir la automejora a través de la asimilación del yo y las características del otro, [53] sin embargo, esto solo ocurre cuando:
- La brecha entre el yo y el objetivo de comparación no es demasiado grande;[25]
- La habilidad o el éxito que se compara es posible;[26]
- El objetivo de comparación se percibe como un competidor.[27]

Cuando la asimilación no ocurre como resultado de una comparación social, en cambio puede ocurrir un contraste que puede conducir a comparaciones sociales ascendentes que proporcionen inspiración.

### Comparaciones sociales descendentes
Aunque las comparaciones sociales al alza son las comparaciones sociales más comunes, las personas a veces hacen comparaciones sociales a la baja. Las comparaciones sociales descendentes implican la comparación de uno mismo con un individuo percibido como inferior o menos experto que él. Las comparaciones sociales a la baja sirven como una forma de defensa del yo mediante la cual el ego se infla debido al sentido de superioridad que se obtiene de tales comparaciones sociales descendentes.

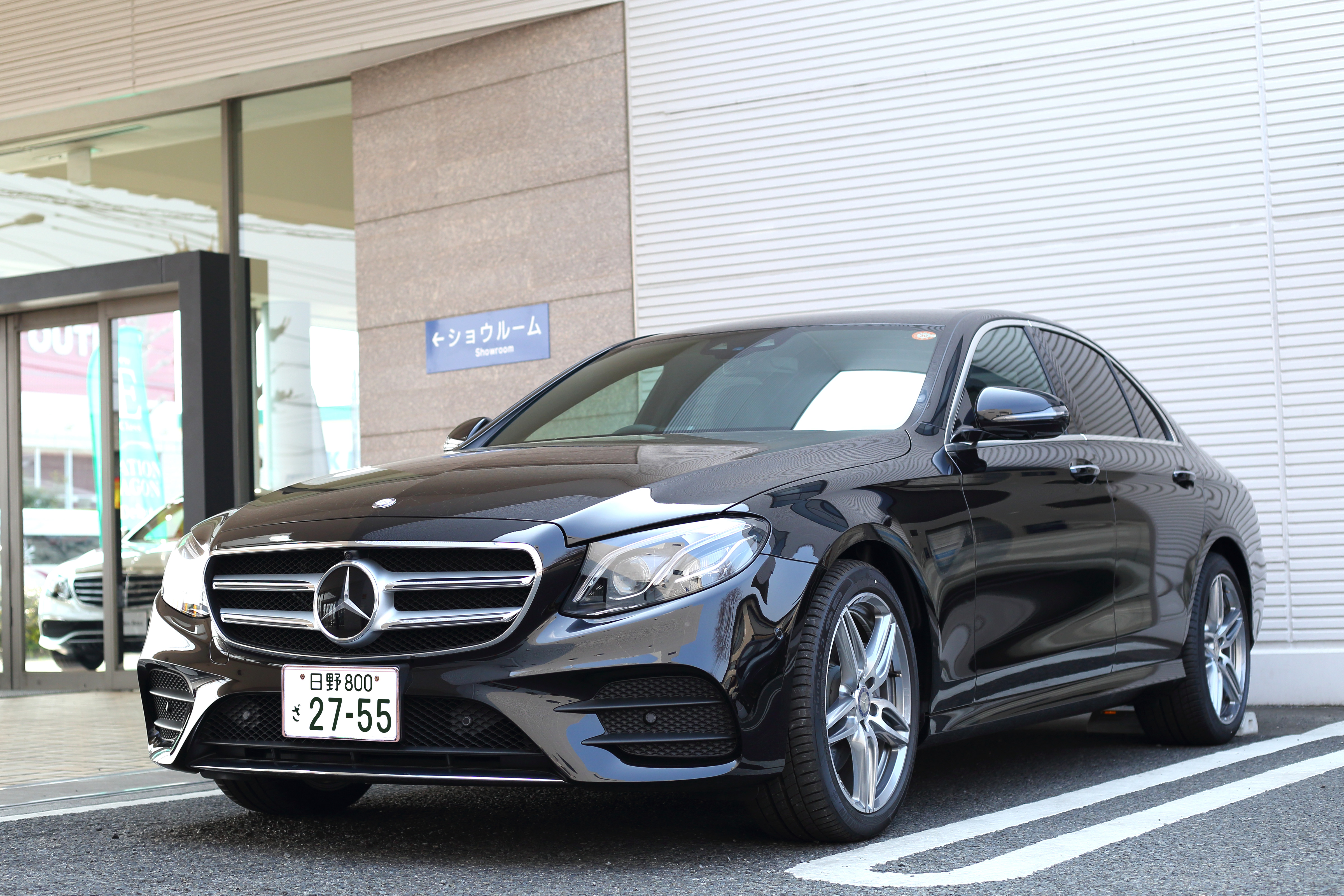
El automóvil funciona a menudo como un indicador social de estatus

### Comparaciones sociales laterales
Las comparaciones sociales laterales, comparaciones con los percibidos como iguales a uno mismo, también pueden producirse. Las comparaciones con los miembros del mismo grupo pueden ser protectoras contra la baja autoestima, especialmente cuando los otros miembros están en desventaja.

### Construcciones estratégicas
Los conceptos que las personas usan para comprenderse a sí mismos y a su mundo social son relativamente vagos. En consecuencia, al hacer comparaciones o estimaciones sociales, las personas pueden cambiar fácilmente y sutilmente su interpretación del significado de esos conceptos para automejorarse. Las construcciones estratégicas generalmente aumentan después de una retroalimentación negativa. Existen numerosos ejemplos de construcciones estratégicas, una pequeña selección incluye:
- La interpretación que hace la gente de lo que cuenta como virtud o talento está sesgada a favor de los atributos que posee, y de lo que cuenta como un vicio o deficiencia a favor de atributos de los que carece.[32]
- La gente califica la retroalimentación de la personalidad y la investigación científica como menos creíble si implica que ellos mismos sean susceptibles a la enfermedad.[33]
- Las personas que no hacen ejercicio perciben el resto del mundo como razonablemente en forma y saludable, mientras que los que se ejercitan ven su atletismo como un atributo único y único.[34]
- Los alumnos de bajo rendimiento en un área en particular es probable que perciban los éxitos de los triunfadores como excepcionales, lo que disminuye la vergüenza de su propia incapacidad.[35]
- Las personas piensan más acerca de los resultados desalentadores de las pruebas que reciben, pasarán más tiempo pensando en ellas, están más dispuestos a confirmarlas y son mucho más escépticos respecto de ellas. Sin embargo, las personas no reaccionan de la misma manera para evaluar los resultados recibidos por otros.[36]
- Cuando la investigación empaña la reputación de los grupos con los que las personas se identifican, buscan una debilidad estadística de esa investigación.[37]

Las construcciones estratégicas también pueden ser más sutiles. Las personas hacen interpretaciones de autoengrandecimiento no solo de sus propios atributos, sino también de otros para parecer mayores en comparación.
Las construcciones estratégicas parecen operar alrededor de la propia autoestima. Después de la retroalimentación positiva o negativa, las personas con alta autoestima alteran sus percepciones de los demás, por lo general variando sus percepciones de la capacidad y el rendimiento de los demás en una dirección de automejora. Los que tienen baja autoestima, sin embargo, no. El nivel de autoestima parece moderar el uso de construcciones estratégicas. Además de funcionar como una función del nivel de autoestima, las construcciones estratégicas también parecen proteger los niveles de autoestima. Por ejemplo, los miembros de grupos minoritarios que se desempeñan mal en el ámbito académico debido a actitudes culturales negativas hacia ellos, posteriormente se desconectan psicológicamente y se desidentifican de las actividades académicas en general. Si bien amortiguan su nivel de autoestima, ponen en peligro sus perspectivas socioeconómicas futuras.
Las construcciones estratégicas también influyen en el grado en que se cree que las categorías caracterizan a otras personas. Existe una tendencia general a suponer que otros comparten sus propias características. La gente percibe sus defectos como algo relativamente común pero sus habilidades como únicas.

### Teoría del mantenimiento de la autoevaluación
La autoevaluación aumenta y disminuye como una función del nivel de habilidad de uno en el contexto de las relaciones interpersonales, y esto, a su vez, influye en las actitudes y conductas interpersonales. Tres factores influyen en las autoevaluaciones que hacen las personas:
- La cercanía de una relación: es más probable que se produzca una comparación entre el propio desempeño y el de otro, y cuando ocurre es más importante cuando los demás están cerca y no distantes.
- Relevancia personal de una habilidad particular: cuando el dominio no es relevante para uno mismo, se producirá la reflexión y cuando el dominio sea relevante se producirá una comparación.

1. Reflexión: uno experimentará autorrealce (orgullo) cuando el otro lo hace bien, pero autoderogación (vergüenza) cuando el otro lo hace mal.
2. Comparación: uno se someterá a humillación si otros se desempeñan bien, pero se mejorará a sí mismo (triunfo) si el otro se desempeña mal.

- Nivel de rendimiento en ese dominio de habilidad.

Las personas adoptan una variedad de estrategias de afrontamiento para enfrentar las presiones de la autoevaluación:
- Eligen amigos y socios que destaquen, pero no en los mismos dominios que ellos;[41]
- Retienen información que pueda mejorar el rendimiento en otros dominios personalmente relevantes;[42]
- Modifican la relevancia de los dominios de desempeño cambiando su autoconcepto, moderando así el impacto de los procesos de reflexión y comparación;[43]
- Amplían o reducen la brecha entre uno mismo y los demás, incluso alterando deliberadamente la dificultad de las tareas relevantes para el dominio.[44]

## Comportamientos autodiscapacitantes
Son comportamientos que buscan erigir obstáculos en el camino del éxito de la tarea con el fin de reducir las implicaciones evaluativas que se pueden obtener del rendimiento de la tarea. Esto permite que la automejora ocurra de dos maneras:
- En el caso de una falla, la autodiscapacidad puede proteger la autoestima atribuyendo las fallas a los obstáculos que uno ha levantado.
- En el caso de éxito, la autodiscapacidad puede promover la autoestima al atribuirse el éxito a uno mismo a pesar de los obstáculos que uno ha erigido.

Las personas con baja autoestima optan por la primera como una ruta de autoprotección para evitar ser percibidas como incompetentes, mientras que las personas con alta autoestima eligen preferentemente la segunda como método de autopromoción para mejorar su competencia percibida. La autodiscapacidad, aunque es predominantemente un comportamiento que ocurre en el desempeño privado se magnifica en situaciones públicas. Sin embargo, la autodiscapacidad es altamente ariesgada en situaciones sociales. Si se descubre, aquellos que la usan se enfrentan la evaluación negativa y la crítica de los demás.
| Factores que promueven comportamientos autodiscapacitantes | Factores que promueven comportamientos autodiscapacitantes                                                                                    |
| ---------------------------------------------------------- | --- |
| La familiaridad de la tarea                                | La incertidumbre sobre la capacidad para obtener un resultado positivo debido a la experiencia de un control limitado sobre una tarea similar |
| Complejidad de la tarea                                    | La incertidumbre sobre la complejidad de una tarea                                                                                            |
| La inseguridad                                             | La incertidumbre sobre la capacidad para obtener un resultado positivo debido a que por lo general se ha sentido inseguro de sí mismo         |
| La creencia                                                | La celebración de la creencia de que la mejora es físicamente posible                                                                         |
| Importancia                                                | Una tarea o evaluación tiene que ser importante para que la mejora pueda ocurrir                                                              |
| Comentarios                                                | La retroalimentación negativa hace la mejora más probable ya que permite que cualquier daño al ego pueda ser rectificado                      |
| El neuroticismo                                            | Un alto neuroticismo promueve el fracaso |
| La conciencia                                              | La baja conciencia puede aumentar la tendencia al fracasoso                                                                                   |

Independientemente de las causas de la autodiscapacidad, el resultado final contraproducente sigue siendo el mismo: la integridad y la calidad de un resultado o la evaluación de la tarea se ve comprometida a fin de que el significado de ese resultado parezca más agradable. La autodiscapacidad conductual es una buena demostración de autoengaño activo.
Si bien el resultado de la tarea es importante para las personas, a veces actúan de manera tal que paradójicamente deterioran la ejecución de la tarea, ya sea para protegerse de la vergüenza de tener un resultado pobre al crear una excusa conveniente (descuento) o para mejorarse teniendo éxito a pesar adversidad creando motivos de presunción (aumento). Además, la autodiscapacidad puede tener consecuencias adversas involuntarias. Si bien permite el mantenimiento de la autoestima positiva, la autodiscapacidad tiene el costo de perjudicar el rendimiento objetivo. Los estudiantes que informan estrategias de autodiscapacidad de uso frecuente rinden menos en relación con su aptitud, con una preparación de examen deficiente que perjudica sus resultados.
En última instancia, los que se preparan fácilmente para la posibilidad de un resultado pobre de la tarea utilizan de antemano la estrategia de descontar el fracaso.

## Resultados
El efecto de las estrategias de autoemejora se muestra en la tendencia de las personas a verse a sí mismas como personas que tienen más cualidades positivas y perspectivas de futuro más positivas que otras. [6]

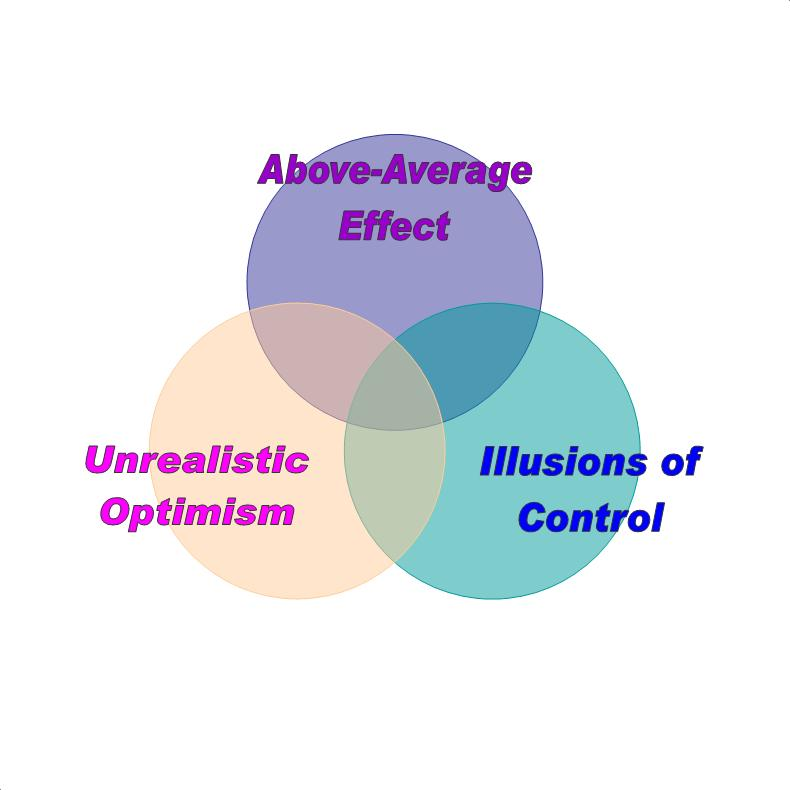
Las tres divisiones de la tríada de automejora.

La gente generalmente tiene puntos de vista positivos poco realistas sobre sí mismos. Tales puntos de vista favorecedores a menudo se pueden categorizar ordenadamente dentro de lo que se conoce como la Tríada de Ilusiones Positivas. [95] Las tres ilusiones en cuestión son un efecto por encima del promedio, [96] ilusiones de control, [97] y un optimismo poco realista. [98] Estas ilusiones se pueden replicar en muchas situaciones y son muy resistentes a la crítica. Irónicamente, cuando se las informa sobre la existencia de tales ilusiones, las personas generalmente se consideran menos propensas a ellas que otras. [99]

### Superioridad ilusoria
Es un efecto altamente robusto, como lo demuestra el hecho de que incluso cuando los criterios en los que el yo y los demás son juzgados son idénticos, el yo aún se percibe de manera más favorable. Las cosas cercanas al yo también asumen el efecto de la superioridad percibida por encima del promedio. La gente valora tanto sus relaciones cercanas como sus posesiones personales por encima de las de los demás. Sin embargo, cuando un resultado se percibe como altamente calificado, las personas a menudo se vuelven cautelosas y muestran un efecto peor que el promedio. La mayoría de las personas se calificaría a sí misma como por debajo del promedio en la capacidad de conducir un monociclo, por ejemplo.
La naturaleza ilusoria del efecto por encima del promedio proviene del hecho de que no todos pueden estar por encima del promedio; de lo contrario, ¡el promedio no sería el promedio! Que la mayoría de las personas que se califiquen a sí mismas como mejores que la mayoría de las personas no parece plausible, y en algunas situaciones es al 100% imposible. Cuando una distribución es simétrica, es decir, media = mediana = modo, es estadísticamente imposible para la mayoría de las personas estar por encima del promedio, como cualquiera de los tres promedios que se tomen, todos son iguales al percentil 50. En una distribución no simétrica, es decir, <mediana <modo o modo <mediana <media, es estadísticamente imposible para la mayoría de las personas estar por encima del promedio cuando el promedio se toma como la mediana, ya que la mediana representa el percentil 50, o el punto medio de los datos. Sin embargo, en una distribución no simétrica donde el promedio se toma como la media o el modo, el efecto por encima del promedio puede ser estadísticamente plausible. ¡En algunas situaciones, la mayoría de las personas puede estar por encima del promedio!

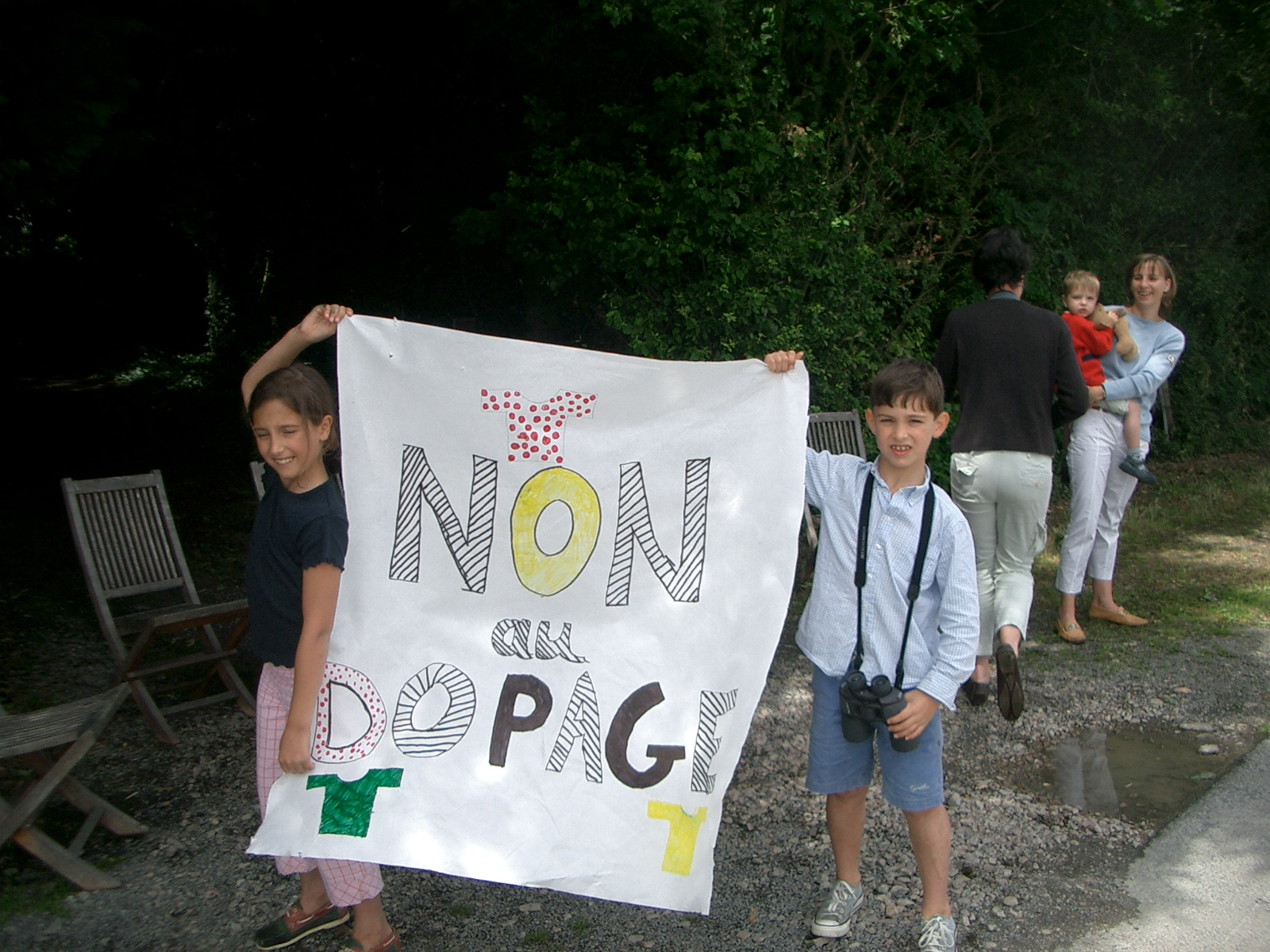
Las sobrevaluaciones pueden llevar a incurrir en dopajes

Las personas muestran una autoevaluación en forma de un efecto superior al promedio de muchas maneras diferentes. Es típico que las personas afirmen estar por encima del promedio en una tarea que arroje resultados positivos o deseables, y por debajo del promedio en una tarea que arroje resultados negativos o indeseables.
Algunos de la gran variedad de ejemplos documentados del efecto por encima del promedio pueden incluir las observaciones siguientes:
- La mayoría de los estudiantes de universidad se consideran a sí mismos como muy por encima del percentil 50 en la exhibición de gracia social, la capacidad atlética y habilidades de liderazgo.[58][59][60]
- Incluso los que están en el percentil 12 de rendimiento en dominios tales como la gramática y la lógica se consideran a sí mismos del percentil 62.[61]
- El 94% de los profesores de la universidad creen que su capacidad de enseñanza está por encima de la media.[62]
- Los estudiantes de universidad en el Reino Unido y los EE. UU. se consideran por encima de la media de los conductores.[63] Incluso los conductores hospitalizados después de causar accidentes persisten en la creencia de que no son peores que los conductores normales.[64]
- Incluso cuando se les informa acerca del efecto de considerarse por encima de la media, las personas se consideran a sí mismas como menos susceptibles a tales prejuicios de los demás.[65]

### Ilusiones de control
Artículo principal: Ilusión del control
Las personas sobreestiman el nivel de control que tienen sobre los resultados y las contingencias, al ver sus acciones como influyentes, incluso cuando de hecho son intrascendentes. Además, las personas mantienen su aparente convicción de que pueden influir en los resultados de sistemas intrínsecamente aleatorios, como las loterías, especialmente cuando dichos sistemas poseen características típicamente asociadas con tareas basadas en habilidades. Incluso cuando existe un grado de contingencia entre las acciones y los resultados, las personas todavía sobreestiman de manera confiable la fuerza de esa contingencia.

### Optimismo poco realista
La gente generalmente cree que su vida tendrá una mayor cantidad de experiencias positivas y menos experiencias negativas que las vidas de otros similares. Tienen el mismo optimismo irreal, pero en menor grado, para otros con los que están estrechamente vinculados, como los socios románticos y los amigos personales cercanos.
El optimismo poco realista es evidente en los comportamientos y creencias de las personas en muchas situaciones diferentes. Las personas pueden sobrestimar su capacidad para predecir el futuro, y subestimar cuánto tiempo les tomará completar una variedad de tareas. Las personas también sobreestiman la precisión de sus predicciones sociales, e interpretan los adverbios de probabilidad para otorgar valores más altos para los resultados positivos personales y valores más bajos para los resultados negativos personales. Los fumadores, de forma bastante alarmante, subestiman su riesgo de cáncer en relación con los no fumadores e incluso en comparación con compañeros fumadores.

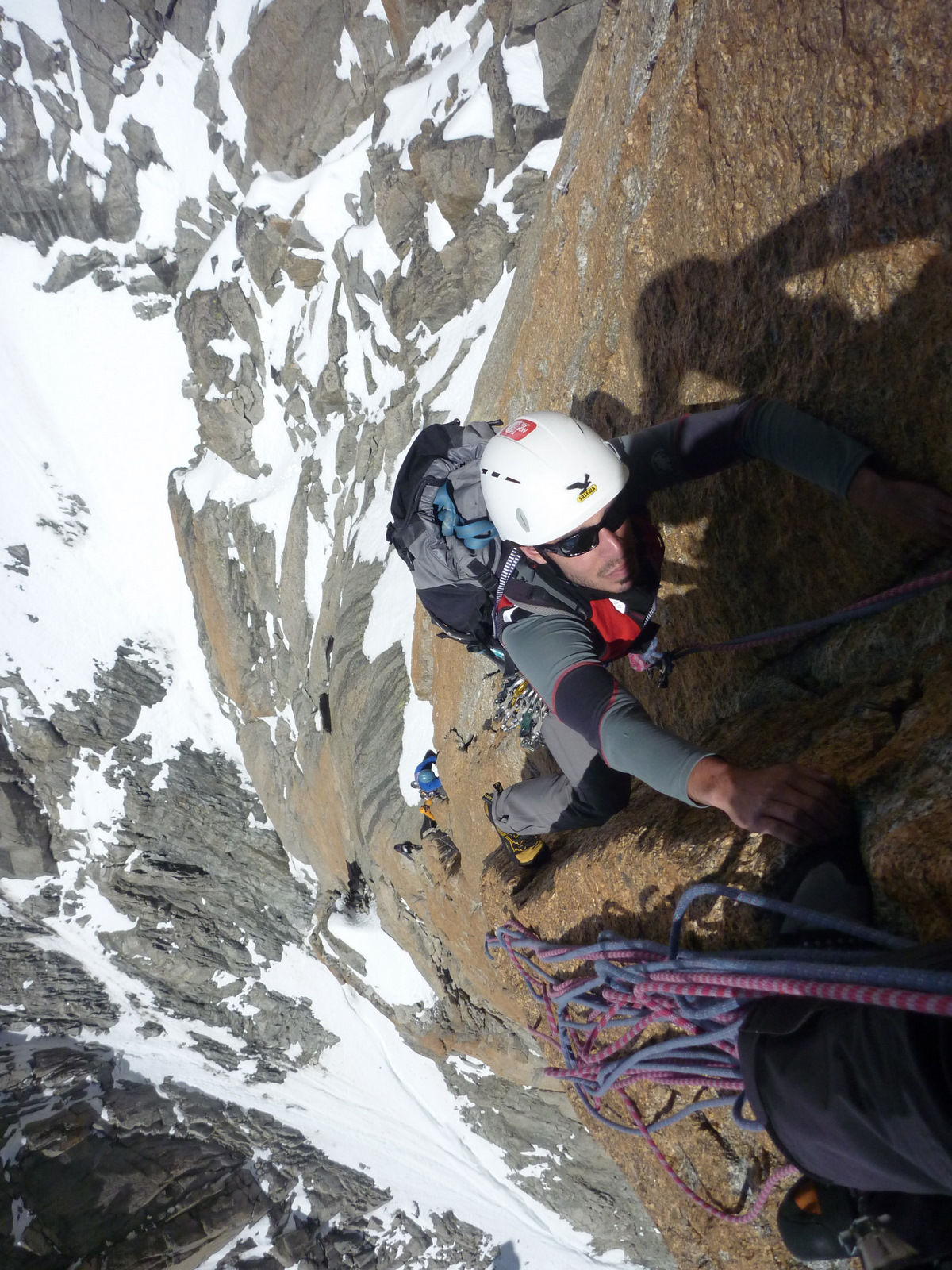
En general no se practica la automejora en el caso de tareas muy especializadas o de alto coste de error

## Beneficios y costos para el individuo
Existe la controversia sobre si la automejora es adaptativa o desadaptativa. Una operación única de autopromoción puede verse influida por una variedad de motivos y, por lo tanto, puede coordinarse con resultados tanto positivos como negativos. Aquellos que perciben mal su desempeño (autopotenciadores y autodespreciadores) tienden a tener un rendimiento académico más bajo, y un rendimiento posterior más bajo. Estos resultados parecen ser culturalmente universales. Sin duda, es una suposición falsa relacionar la mejora personal con la depresión.
- Si se considera que la automejora significa hacer juicios más positivos de uno mismo que de los demás, los resultados a menudo son favorables.[73]
- Si se considera que la automejora significa la representación de juicios más positivos de uno mismo que los que rinden otros, los resultados a menudo son adversos.[74]

La definición que es mejor para medir la automejora ha sido cuestionada, ya que la calificación de uno mismo de forma más positiva que con la que se califica a otros no se considera una mejora propia por parte de algunos investigadores.
En algunos estudios, se ha demostrado que la automejora tiene fuertes vínculos positivos con una buena salud mental y en otros con una mala salud mental. Aumentarse a sí mismo también puede tener costos sociales. Al tiempo que promovieron la resiliencia entre los sobrevivientes de los ataques terroristas del 11 de septiembre, los que se mejoraron a sí mismos fueron calificados por sus amigos y familiares como de una menor adaptación social y honestidad.

## Restricciones

### Plausibilidad
La automejora personal prospera en la vaguedad o ambigüedad de la evidencia. Cuando los criterios están rígidamente definidos, la automejora generalmente se reduce. Por ejemplo, el efecto superior a la media disminuye a medida que aumenta la claridad y la definición del rasgo definido. Cuanto más fácil sea verificar un comportamiento o rasgo, menos ese rasgo estará sujeto a la automejora. La verosimilitud de un rasgo o característica, dada la evidencia del mundo real, modera el grado en que se produce la automejora de ese rasgo. Recordar de forma selectiva las instancias de los rasgos deseables se modera por la posición real de uno sobre esos rasgos en la realidad.
Cuando la verosimilitud reduce el impacto de la automejora, a menudo hay que aceptar pruebas indeseables, aunque a regañadientes. Esto ocurre típicamente cuando se han realizado todas las interpretaciones posibles de la evidencia en cuestión. La razón de esta aceptación involuntaria es mantener un funcionamiento social efectivo, donde el autoengrandecimiento no calificado lo impediría. Las personas continuarán automejorándose siempre que crean que pueden salirse con la suya.
La restricción de verosimilitud en la automejora existe porque los sesgos de autorrealización no pueden ser explotados. La automejora funciona solo bajo el supuesto de la racionalidad: admitir la automejora socava totalmente cualquier conclusión que se pueda extraer y cualquier posibilidad de creer en su farsa, ya que según los procesos legítimos racionales funciona como una mejora genuinamente verificable y acreditada.

### Estado anímico
Los estados de ánimo tanto positivos como negativos pueden reducir la presencia del motivo de la automejora personal. Los efectos del estado de ánimo en la automejora pueden explicarse por un estado de ánimo negativo que hace que el uso de las tácticas de automejora sea más difícil, y un estado de ánimo positivo que hace que su uso sea menos necesario.
El inicio de un estado de ánimo positivo puede hacer que las personas sean más receptivas a los comentarios de diagnóstico negativos. Los éxitos pasados se revisan con la expectativa de recibir tales comentarios positivos, presumiblemente para amortiguar su estado de ánimo.
La depresión tiene un vínculo bastante evidente con una disminución en el motivo para automejorarse. Los depresivos son menos capaces de automejorarse en respuesta a la retroalimentación negativa que los no depresivos. Tener una disposición depresiva disminuye la discrepancia entre las propias estimaciones de las propias virtudes y las estimaciones de un observador neutral, es decir, al aumentar la modestia. Las ilusiones de control están moderadas por la melancolía. [143] Sin embargo, aunque las autoevaluaciones de los depresivos están más en línea con las de los observadores neutrales que las autoevaluaciones normales, las autoevaluaciones normales están más en línea con las de los amigos y la familia que las autoevaluaciones de los depresivos.

### Contexto social y relaciones
La presencia del motivo para automejorarse depende de muchas situaciones sociales y de las relaciones compartidas con las personas que las integran. Muchas materializaciones diferentes de automejoras pueden ocurrir dependiendo de tales contextos sociales:
- El motivo de la automejora es más débil durante las interacciones con otras personas cercanas y significativas.
- Cuando los amigos (o desconocidos anteriores cuyos niveles de intimidad se ha mejorado) cooperan en una tarea, no exhiben un sesgo de atribución propio.

1. Sin embargo, con los conocidos casuales y los verdaderos extraños se exhibe un sesgo de atribución propio.
2. Cuando no se exhibe ningún sesgo egoísta en una relación, una traición a la confianza en la relación restablecerá el sesgo egoísta. Esto corresponde a los hallazgos de que la satisfacción de la relación está inversamente relacionada con la traición de la confianza.[83]

- Tanto el gusto mutuo como la expectativa de reciprocidad parecen mediar en la amabilidad en presencia de otros.[84]
- Mientras que las personas tienen una tendencia a autopresentarse jactanciosamente frente a extraños, esta inclinación desaparece en presencia de amigos.
- Los cercanos al yo generalmente son más altamente evaluados que otros más distantes.[85]

## Cultura

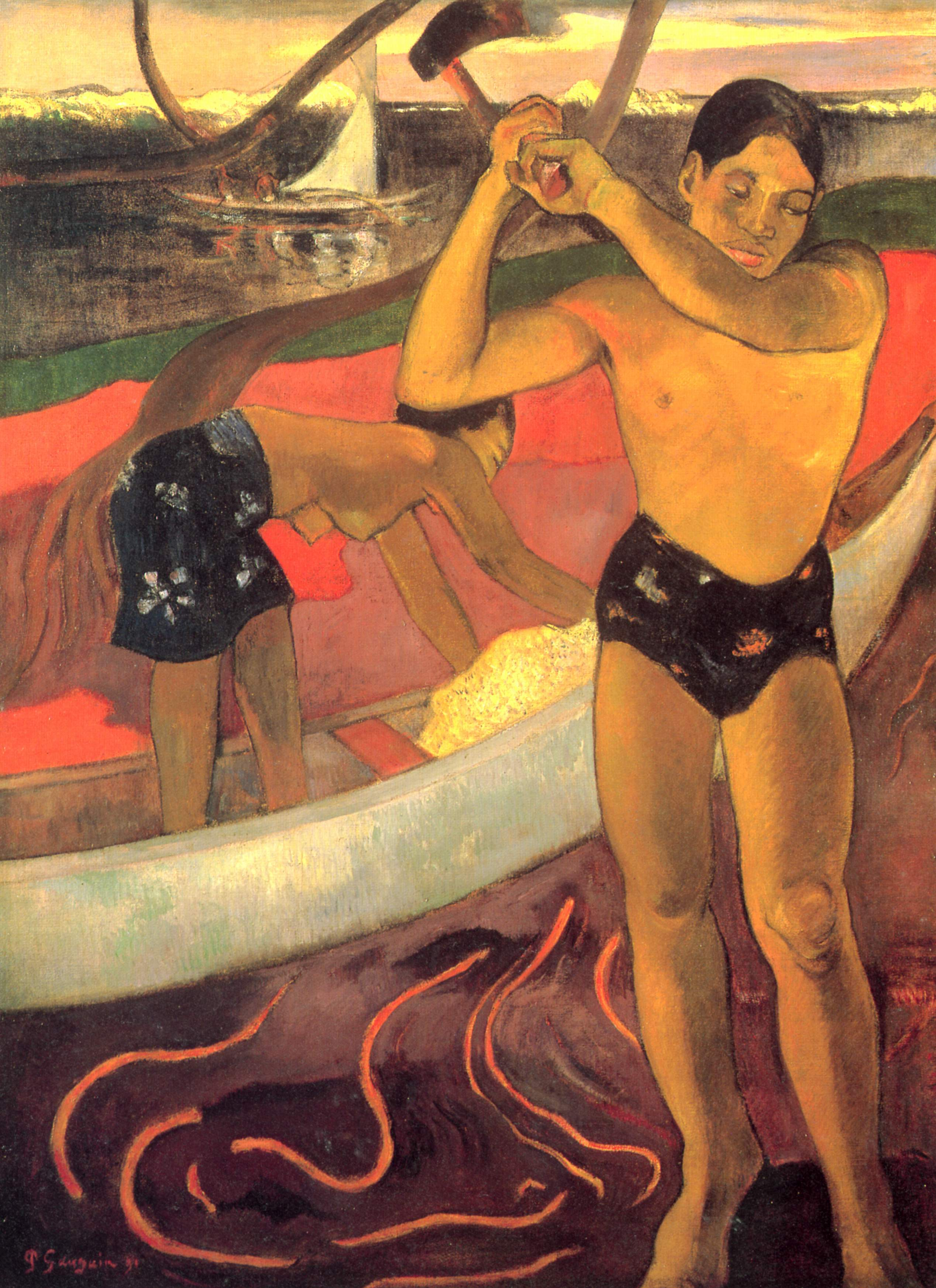
Obra de Paul Gauguin. Algunos occidentales se sienten atraídos por los valores culturales orientales

El funcionamiento psicológico es moderado por la influencia de la cultura.
| Los occidentales en general suelen...                                             | Los orientales en general suelen...                                    |
| --------------------------------------------------------------------------------- | ---------------------------------------------------------------------- |
| Priorizar la intradependencia                                                     | Priorizar la interdependencia                                          |
| Dar mayor importancia a los valores individualistas                               | Dar mayor importancia a los valores colectivos                         |
| Inflan más las calificaciones de sus propios méritos                              | Inflan menos las calificaciones de sus propios méritos                 |
| Enfatizar los atributos internos                                                  | Enfatizar los atributos relacionales                                   |
| Mostrar automejora que eclipsa la autocrítica                                     | Mostrar autocrítica que eclipsa la automejora                          |
| Dar de forma espontánea autodescripciones más positivas                           | Dar de forma espontánea autodescripciones más negativas                |
| Hacer menos comparaciones sociales negativas                                      | Hacer más comparaciones sociales negativas                             |
| Tener visiones del futuro más exageradamente optimistas                           | Tener visiones del futuro menos exageradamente optimistas              |
| Mostrar el sesgo de autoservicio                                                  | No mostrar el sesgo de autoservicio                                    |
| Muestran un débil deseo de automejorar a través de la autocrítica                 | Mostrar un fuerte deseo de automejorar a través de la autocrítica      |
| Están deseosos de tener un mejor rendimiento que un compañero de clase            | Son reacios a tener un mejor rendimiento que un compañero de clase     |
| Tener el reflejo de descuento de la retroalimentación negativa                    | Reconocen la retroalimentación negativa                                |
| Persisten más tras el éxito inicial,                                              | Persisten más después del fracaso inicial,                             |
| Considerar las tareas en las que tienen éxito para la mayoría de los diagnósticos | Considerar las tareas en las que fallan para la mayoría de diagnóstico |
| Buscan automejorar en la mayoría de las dimensiones de la personalidad            | Buscan automejorar sólo en algunas dimensiones de la personalidad      |
| Buscan automejorar en atributos individualistas                                   | Buscan automejorar en aributos colectivistas                           |

La automejora parece ser un fenómeno ampliamente limitado a las culturas occidentales, donde los lazos sociales son más flexibles que en oriente. Esto es concordante con la evidencia empírica que destaca la cercanía de las relaciones como una restricción para la automejora. El motivo de la superación personal, como aspiración hacia un yo posible también puede moderar una variedad de procesos psicológicos en culturas independientes e interdependientes.
Sin embargo, hay indicios de que la automejora no está completamente ausente en las culturas interdependientes. Los escolares chinos se valoran mucho en la dimensión de la competencia, y los empleados taiwaneses se califican a sí mismos de manera más favorable que sus empleadores.
La cuestión sobre si la automejora es universal o específica de las culturas occidentales ha sido discutida dentro de la literatura moderna por dos investigadores: Constantine Sedikides y Steven Heine. Sedikides argumenta que la mejora es universal, y que las diferentes culturas automejoran en los dominios importantes en su cultura. Heine por otro lado, describe la automejora como predominantemente de Occidente.

## Otros motivos
Es una exageración decir que la automejora es el autodominio dominante. Existen muchas controversias con respecto a la distinción entre los motivos propios, y hay situaciones en las que otros motivos, además de la automejora, tienen prioridad.
- El motivo de la autoevaluación a menudo se contrasta con el motivo de la automejora debido a la adaptabilidad relativa de cada enfoque dentro de las interacciones sociales.
- El motivo de la autoverificación a menudo es cuestionado por los partidarios de la automejora como inviable ya que a menudo parece inverosímil.
- El motivo de la superación personal a menudo se toma como la manifestación física del motivo de la automejora, es decir, el acto de lograr las autoestimaciones positivas deseadas.

Donde la verdad acerca de uno mismo empeora o varía gradualmente se vuelve menos factible satisfacer todos los motivos simultáneamente.
En un intento de comparar los motivos de autoevaluación (excluyendo la automejora) se empleó una tarea de autorreflexión. A los participantes se les pidió que eligieran la pregunta que probablemente se harían ellos mismos para determinar si poseían un determinado rasgo de personalidad. Por las respuestas, en general, las personas automejoraron más de lo que se autoevaluaron o autoverificaron. La gente eligió preguntas de mayor diagnóstico sobre los rasgos centrales positivos que sobre rasgos centrales negativos, y respondió con mayor frecuencia a las preguntas centrales positivas que negativas. Además, las personas se autoverificaron más que autoevaluaron, y eligieron más preguntas en general sobre rasgos centrales relativamente ciertos que sobre rasgos periféricos relativamente inciertos.

## Otros factores
- Carga cognitiva: Cuando las personas se encuentran en situaciones de gran carga cognitiva, la tendencia a la automejora aumenta, casi como si fuera instintiva. Las personas son más rápidas para estar de acuerdo con la posesión de rasgos positivos y más lentas para rechazar tener rasgos negativos.[111][112]
- Modificabilidad: Cuando un rasgo o característica es visto como inmutable de las personas, estas son más proclives a percibir que el rasgo puede ser modificable.[113]
- Diagnosticabilidad: Cuando un rasgo o característica se ve altamente diagnosticable en las personas, estas son menos propensas a la automejora, por temor de ser atrapadas en el proceso de un intento erróneo de automejora que pueda sugerir una neurosis.